# Aventures et Voyages
Aventures et Voyages (Abenteuer und Reisen) ist eine Sammlung von Abenteuerromanen, die von Le Livre national des Tallandier-Verlags herausgegeben wurde und auch unter den Namen Collection bleue oder Tallandier bleu bekannt ist.

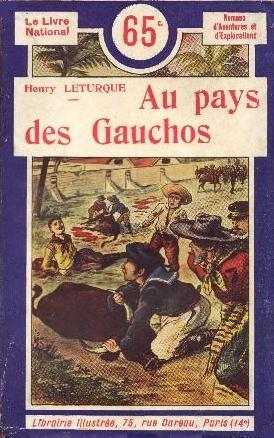
Au pays des gauchos von Henry Leturque (ein Band der Reihe, verkauft für 65 Centimes)

Der angezeigte Sammlungsname variiert je nach Epoche:
- Romans d'aventures et d'explorations (Abenteuer- und Entdeckungsromane),
- Bibliothèque des grandes aventures (Bibliothek der großen Abenteuer),
- Grandes aventures Voyages excentriques (Große Abenteuer).

Die Reihe enthält sowohl französische Werke als auch Übersetzungen.
Den Grundstock der Reihe bilden Werke von Louis Boussenard (dem „französischen Rider Haggard“), gefolgt von dem Italiener Emilio Salgari (dem „italienischen Karl May“), Gabriel Ferry (dem „französischen Cooper“) und vielen anderen. Viele der enthaltenen Autoren fanden außerhalb Frankreichs kaum oder nur partiell Wahrnehmung. 
Louis Boussenard (1847–1910), der französische Autor von Abenteuer- und Science-Fiction-Romanen (in seinem Bestreben, Jules Verne nachzueifern), gilt heute in Osteuropa bekannter als in den frankophonen Ländern. Ein Beweis für seine Popularität war die Veröffentlichung von 40 Bänden seiner gesammelten Werke im kaiserlichen Russland im Jahr 1911. Einige Werke wurden auch in der Sowjetzeit neu aufgelegt und danach. Boussenard war von Beruf Arzt und reiste durch die französischen Kolonien, vor allem in Afrika. Viele seiner Romane haben einen nationalistischen Touch.

## Liste der Titel
Die folgende Übersicht erhebt keinen Anspruch auf Aktualität oder Vollständigkeit:
Erste Reihe
- 1 Le tour du monde d'un gamin de Paris von Louis Boussenard
- 1bis Les bandits de la mer von Louis Boussenard
- 2 Le tigre blanc von Louis Boussenard
- 3 Le secret de l'or von Louis Boussenard
- 4 les mystères de la forêt vierge von Louis Boussenard
- 5 Les mystères de la Guyane von Louis Boussenard
- 5bis Les chasseurs de caoutchouc von Louis Boussenard
- 6 Aventures d'un gamin de Paris en Océanie von Louis Boussenard
- 7 Le sultan de Bornéo von Louis Boussenard
- 8 Les pirates des champs d'or von Louis Boussenard
- 9 Les Robinsons italiens von Emilio Salgari
- 10 les mystères de la jungle noire von Emilio Salgari
- 11 Aventures d'un gamin de Paris au pays des lions von Louis Boussenard
- 12 Aventures d'un gamin de Paris au pays des tigres von Louis Boussenard
- 13 Aventures d'un gamin de Paris au pays des bisons von Louis Boussenard
- 14 L'aventurier malgré lui von Camille Debans
- 15 Les dix millions de l'opossum rouge von Louis Boussenard
- 16 Aventures périlleuses de trois français au pays des diamants von Louis Boussenard
- 17 Le trésor des rois Cafres von Louis Boussenard
- 18 Les drames de l'Afrique australe von Louis Boussenard
- 19 Moumousse von Camille Debans
- 20 De Paris au Brésil par terre von Louis Boussenard
- 21 Aventures d'un héritier à travers le monde von Louis Boussenard
- 22 Deux mille lieues à travers l'Amérique du sud von Louis Boussenard
- 23 Aventures périlleuses chez les peaux-rouges von Kingston
- 24 L'enfer de glace von Louis Boussenard
- 25 Le capitaine Casse-Cou von Louis Boussenard
- 26 La reine des Caraïbes von Emilio Salgari
- 27 Le secret du vautour de la sierra von Hesketch Pritchard
- 28 Sans le sou von Louis Boussenard
- 29 Vie et aventures de mademoiselle Friquette von Louis Boussenard
- 30 L'île en feu von Louis Boussenard
- 31 Les étrangleurs du Bengale von Louis Boussenard
- 32 10.000 lieues sans le vouloir von Jules Lermina
- 33 Les brigands du Sahara von Emilio Salgari
- 34 Aventures de Roule-ta-Bosse von Louis Boussenard
- 35 Conquérants de l'air perdus dans le désert von A. Brown
- 36 L'Océan de Feu von Luigi Motta
- 37 Le zouave de Malakoff von Louis Boussenard
- 38 Au pays des gauchos von Henry Leturque
- 39 Indiens et aventuriers du Brésil von J. de Alencar
- 40 Le fils du gamin de Paris von Louis Boussenard
- 41 L'archipel des monstres
- 42 La fille des vagues von Jean Fernand-Lafargue

Zweite Reihe
- 1 Le tour du monde d'un gamin de Paris von Louis Boussenard
- 2 Les bandits de la mer von Louis Boussenard
- 3 Les Robinsons italiens von Emilio Salgari
- 4 Le maître des vampires von René Thèvenin
- 5 Les chasseurs de turquoises von Henry Leturque
- 6 Les Robinsons de la Guyane von Louis Boussenard
- 7Le secret de l'or von Louis Boussenard
- 8les mystères de la forêt vierge von Louis Boussenard
- 9 Les mystères de la Guyane von Louis Boussenard
- 10 les chasseurs de caoutchouc von Louis Boussenard
- 11 La reine des Caraïbes von Emilio Salgari, 1925
- 12 Les coureurs de Llanos von Henry Leturque
- 13 L'Océan de Feu von Luigi Motta
- 14 En exil dans la forêt von Mayne-Reid
- 15 Aventures d'un gamin de Paris en Océanie von Louis Boussenard
- 16 Le sultan de Bornéo von Louis Boussenard
- 17 Les pirates des champs d'or von Louis Boussenard
- 18 Les reclus de la mer von Maurice Champagne
- 19 Les mystères de la jungle noire von Emilio Salgari
- 20 La dernière campagne de Trompette von Henry Leturque
- 21 La perle noire de Java von Marcel Idiers
- 22 Le collier de l'idole de fer von René Thèvenin
- 23 Gaspar le gaucho von Mayne-Reid
- 24 Un descendant de Robinson von Georges Le Faure
- 25 Les Cinq sous de Lavarède von Paul d'Ivoi, 1924
- 26 Les Compagnons du Lotus blanc von Paul d'Ivoi, 1924
- 27 Aventures d'un gamin de Paris au pays des lions von Louis Boussenard
- 28 Le coureur des bois von Gabriel Ferry
- 29 L'oiseau noir von Gabriel Ferry
- 30 Les chercheurs d'or von Gabriel Ferry
- 31 Dans les ténèbres de l'Inde noire von Gaston-Ch. Richard
- 32 Le monde de l'abîme von Cdt de Wailly
- 33 Aventures d'un gamin de Paris au pays des tigres von Louis Boussenard
- 34 Le Diamant d’Osiris von Paul d'Ivoi, 1924
- 35 Le Bolide de Lavarède von Paul d'Ivoi, 1924
- 36 Aventures d'un gamin de Paris au pays des bisons von Louis Boussenard
- 37 Les forbans au pays de l'or von Georges Le Faure
- 38 Le roi de l'inconnu von Cnt de Wailly
- 39 Watahah la mystérieuse von Paul Dancray
- 40 L’Ennemi invisible von Paul d'Ivoi, 1925
- 41 L’Île d’or von Paul d'Ivoi, 1925
- 42 Eleonora la capitaine von Emilio Salgari
- 43 Le maître du curare von Louis Boussenard
- 44 Yvon le mousse von Louis Boussenard
- 45 Au pays des gauchos von Henry Leturque
- 46 Les volontaires du Texas von Mayne-Reid
- 47 Dans la peau d'un singe von Georges Le Faure
- 48 La Capitaine Nilia von Paul d'Ivoi, 1925
- 49 Le secret de Nilia von Paul d'Ivoi, 1925
- 50 Le meurtrier du globe von Cnt de Wailly
- 51 Les sondeurs d'abîme von Maurice Champagne
- 52 Les millions du Tchantoung von Paul Dancray
- 53 Bras-de-Fer von Louis Boussenard
- 54 Les chasseurs de scalp von Mayne-Reid
- 55 Message du Mikado von Paul d'Ivoi, 1925
- 56 Une fillette contre un empire von Paul d'Ivoi, 1925
- 57 Ivanhoé von Walter Scott
- 58 Le champion des deux-mondes von Gabriel Bernard
- 59 Kadidjar le rouge von Georges Le Faure
- 60 le tigre de Montparcem von Emilio Salgari
- 61 Le mystère de l'épave von René Thévenin, 1925
- 62
- 63
- 64 Au Pays des fakirs von Paul Dancray, 1925
- 65 Jacques Rodier, Robinson français von Cnt de Wailly, 1925
- 66 L’Hindou aux yeux de jade von Marcel Idiers, 1925
- 67 Quentin Durward von Walter Scott, 1925
- 68 La Prêtresse des Vaudoux von Christian Brulls, 1925
- 69 La vallée mystérieuse von Maurice Champagne, 1925
- 70
- 71 La Croisière de l'Energique von Gabriel Bernard, 1925
- 72 Uraga le forban von Capitaine Mayne-Reid, 1925
- 73 Les aventures de Roule-Ta-Bosse von Louis Boussenard, 1925
- 74 Les Voleurs de foudre von Paul d'Ivoi, 1925
- 75 Les Bonzes bleus d’Angkhor von Paul d'Ivoi, 1925
- 76
- 77 La Pagode au miroir d'argent von Paul Dancray, 1925
- 78 Les Géants de la mer von Léon Lambry, 1925
- 79
- 80 Le Trésor des rois cafres von Louis Boussenard, 1925
- 81
- 82
- 83 Éclaireurs robinsons von Colonel Royet, 1925
- 84 Le Serment de Daalia von Paul d'Ivoi, 1925
- 85 La Chasse au mystère von Paul d'Ivoi, 1925
- 86 Le Carré diabolique von Georges Le Faure, 1926
- 90 Fleurs-des-Perles von Emilio Salgari, 1926
- 93 Massiliague de Marseille von Paul d'Ivoi, 1926
- 94 Le Vœu des Incas von Paul d'Ivoi, 1926
- 95 L’or de Guadalcanar par J. Clairsange, 1926
- 103 Les Semeurs de glace von Paul d'Ivoi, 1926
- 104 Le Poison bleu von Paul d'Ivoi, 1926
- 106 Les Voleurs d'or von Georges Le Faure, 1926
- 113 Les Buveurs d'océans von H.-J. Magog, 1926
- 115 Le chef blanc von Mayne-Reid
- 116 Les Dompteurs de l’or von Paul d'Ivoi, 1926
- 117 L’Épreuve de l’irréel von Paul d'Ivoi, 1926
- 118 Denise la fille du sorcier von M. Mario, 1926
- 119 La cité des ténèbres von Léon Groc, 1926
- 120 Le Voilier maudit von Léon Lambry, 1926
- 121 Les Conquérants des mines d'argent von Paul Dancray, 1926
- 122 Le roi des lacs von Pierre Demousson, 1926
- 123
- 124 Le tueur de daims von James Fenimore Cooper, 1926
- 126 L’Ours de Siva von Paul d'Ivoi, 1926
- 127 Le Brahme d’Ellora von Paul d'Ivoi, 1926
- 128
- 129
- 130 La pagode d'or von M. Mario, 1926
- 131 Les prisonnières de Kazan von Léon Lambry, 1926
- 135 Se Ma Tsien, le sacrificateur von Christian Brulls, 1926
- 138 Le Tunnel sous-marin von Luigi Motta, 1926
- 139 Vengeance de MacRoller von Luigi Motta, 1926
- 140
- 141 La Piste de l'aventure von Ottwell Bins
- 142 Les Robinsons de la planète Mars von Cyrius
- 143 Cigale en Chine von Paul d'Ivoi, 1927
- 144 La Princesse Roseau-Fleuri von Paul d'Ivoi, 1927
- 145
- 146 Les pionniers de Fachoda von Pierre Demousson, 1927
- 147
- 148 L’île en feu von Louis Boussenard, 1927
- 149 Les étrangleurs du Bengale von Louis Boussenard, 1927
- 150
- 151
- 152 La Main noire von Georges Le Faure, 1927
- 153 Les voleurs de navires von Georges Sim, 1927
- 154 La Course au radium von Paul d'Ivoi, 1927
- 155 Le Radium qui tue von Paul d'Ivoi, 1927
- 156 Le Roi des hommes rouges von Paul Dancray, 1927
- 157 Le Napoléon des îles von Cnt de Wailly, 1927
- 162 Le Capitaine du "Samarang" von Luigi Motta, 1927
- 166 Au cœur du Bled von Léon Lambry, 1927
- 168 Les rois de la flibuste von Albert Bonneau, 1927
- 169 Les Maîtres de l'Himalaya von Paul Dancray, 1927
- 172 La Lionne blanche von Georges Le Faure, 1927
- 173 Saydar, le rebelle von Luigi Motta, 1927
- 174 Les Masques d’ambre von Paul d'Ivoi, 1927
- 175 Le Maître du drapeau bleu von Paul d'Ivoi, 1927
- 179 Le trésor du paria von Frédéric Valade, 1927
- 180 Les Pygmées von Norbert Sevestre, 1927
- 182 Les fiancés de Manille von Pierre Demousson, 1927
- 191 Les Mystères de la Jungle noire von Emilio Salgari,
- 192 Sous les griffes du monstre von René Thèvenin, 1928
- 193 Le gabier du Cormoran von Léon Lambry, 1928
- 194 Le secret des lamas von Georges Sim, 1928
- 195 Miss Mouqueterr von Paul d'Ivoi, 1928
- 196 Vers la lumière von Paul d'Ivoi, 1928
- 199 La Gemme du Fleuve Rouge von Emilio Salgari
- 201 Les maudits du Pacifique von Georges Sim, 1928
- 203 Abandonnés du "Galveston" von Luigi Motta, 1928
- 205 Daria la noire von Frédéric Valade, 1928
- 209 L'Héritière du soleil von Jean Rosmer, 1928
- 210
- 211 Jack le Rouge, roi des convicts von Paul Dancray, 1928
- 212
- 213 Le Masque Rouge von Jean de Belcayre, 1928
- 214
- 215 Le roi des glaces von Georges Sim, 1928
- 216
- 217
- 218 Le camping aux têtes fumées von André Falcoz, 1928
- 219 La Révolte des monstres von Norbert Sevestre, 1928
- 220 Le Faux brahmane von Emilio Salgari, 1928
- 221 Les Enfants du chercheur d'or von René Le Moine, 1928
- 222 Le sous-marin dans la forêt von Georges Sim, 1928
- 223
- 224 La Perle de Mascate von Pierre Demousson, 1928
- 225 Fille des Parias ? von Luigi Motta, 1928
- 226 Les compagnons de l’Arc-en-Ciel von Maurice de Moulins, 1928
- 227 L'Île des renards bleus von Norbert Sevestre, 1928
- 228
- 229 Millionnaire malgré lui von Paul d'Ivoi, 1928
- 230 Le Prince Virgule von Paul d'Ivoi, 1928
- 235 Les Solitaires de l'Océan von Emilio Salgari, 1928
- 236 L'Amazone du Nicaragua von Pierre Demousson et Jacques Demetz
- 237 L'homme au masque d'or von Gaston de Wailly, 1928
- 238 Les Nains des cataractes von Georges Sim, 1928
- 239 Les Chasseurs de girafes von Capitaine Mayne-Reid
- 240 Jud Allan von Paul d'Ivoi, 1928
- 241 Le Roi des gamins von Paul d'Ivoi, 1928
- 243 Le Trésor du Président du Paraguay von Emilio Salgari, 1929
- 244 Jim Blood le négrier von Maurice de Moulins, 1929
- 245 La Sphère mystérieuse von Roger Salardenne, 1929
- 250 Un drame sur l'océan Pacifique von Emilio Salgari, 1929

- 252 Les survivants de l'Atlantide von Charles Magué
- 256 Le Voleur de pensée von Paul d'Ivoi, 1929
- 257 Le Lit de diamants von Paul d'Ivoi, 1929
- 258
- 259 La panthère borgne von Georges Sim, 1929
- 260 Mam'zelle Caprice von Maurice de Moulins
- 261
- 262
- 263
- 264
- 265
- 266 Les Trois Globe-trotters von Léon Groc et Pierre Laude, 1931
- 267 L'île des hommes roux von Georges Sim, 1929
- 238 Les Aigles de la Steppe von Emilio Spagari, 1929
- 269 Les Robinsons français von Pierre Delcourt, 1929
- 270
- 271 Prisonniers chez les Cafres von Luigi Motta, 1929
- 272 Dans la jungle transvaalienne von Luigi Motta, 1929
- 273 Le Secret des rois Bassoutos von Luigi Motta, 1929
- 274 Le gorille-roi von Georges Sim, 1929
- 279 Les Fiancés de l'aventure von Jean de La Hire, 1929
- 280
- 281 Le Sergent Simplet von Paul d'Ivoi, 1929
- 282 Miss Diana von Paul d'Ivoi, 1929
- 283 Baleiniers du Sud par [Norbert Sevestre], 1929
- 290 Les Compagnons du Dragon noir von Pierre Demousson, 1929
- 291 Les Rescapés de l'Ile verte von André Falcoz, 1929
- 294 La Cité du Roi Lépreux von Emilio Salgari, 1929
- 295 La Diane de l’archipel von Paul d'Ivoi, 19230
- 296 La Forteresse roulante  von Paul d'Ivoi, 1930
- 297
- 298 L'Œil de l'Utah von Georges Sim, 1930
- 299 La Porte noire von Jean Rosmer, 1930
- 300 La Vengeance du fétiche von Pierre Demousson, 1930
- 301 La Prêtresse des Madangs von Raoul Lejeune
- 302
- 303 Le Canal souterrain du capitaine Génois von Emilio Salgari, 1930
- 304 Morok, l'orang-outang von Maurice de Moulins, 1930
- 305 Le semeur de feu von André Falcoz, 1930
- 306
- 307
- 308 Le Capitaine noir von Guy Vander, 1930
- 309 Les Mystérieuses cités des sables von G. et J.-C. Saint-Yves, 1930
- 310 Au milieu des Peaux-Rouges von Emilio Salgari, 1930
- 311 La Jonque noire von Norbert Sevestre, 1930
- 312 Le bourreau des montagnes lointaines von Maurice de Moulins, 1930
- 313 Sur la terre qui change von Léon Lambry, 1930
- 314 Le pêcheur de bouées von Georges Sim, 1930
- 315 Le Sorcier du feu von Paul Dancray, 1930
- 316 Le feu follet von James Fenimore Cooper, 1930
- 317 Le Secret de l'antarctide von Pierre Demousson, 1930
- 318 L'Homme de Feu von Emilio Salgari, 1930
- 319
- 320 Au bord du fleuve bleu von Etienne de Riche
- 321
- 322
- 323 L’héritage de William Seymour von Cap. Maryatt
- 324 Le soleil du monde von André Falcoz
- 325 L'Ile aux cent huttes von Léon Lambry, 1930
- 326 Les condors de l’Équateur von Maurice de Moulins, 1930
- 327 L’héritage dans la brousse von M. Mario, 1930
- 328 Le Secret du cosaque von Jean Rosmer, 1930
- 331 Le Billet de Galipode von Pierre Demousson, 1930
- 332 Le Corsaire bleu von Raoul le Jeune, 1930
- 333 Vers l'Alaska, pays de l'Or von Emilio Salgari, 1930
- 336 Le fou des mers du sud von André Falcoz, 1930
- 337
- 338 Le secret de la Minerve von Etienne de Riche
- 339
- 340 Le tambour de guerre des Apaches von Maurice de Moulins, 1930
- 341 Aux Frontières du Far West von Emilio Salgari, 1930
- 344 Les écumeurs de la brousse von A. Beucher, 1930
- 345 Sous le soleil marocain von Marie de Wailly, 1930
- 346 La Fille du Corsaire Noir von Emilio Salgari, 1930
- 348 Le Royaume des dieux vivants von Pierre Mariel et Émile Pagès, 1931
- 349 Le tour du monde d’un gamin de Paris von Louis Boussenard, 1931 (réédition du N°1)
- 350 Le chien maudit von Cap. Maryatt
- 353 Les régulateurs de l'Overland von Maurice de Moulins, 1931
- 359 Les Rôdeurs de brousse von Paul Dancray, 1931
- 360 La mine fantôme von Etienne de Riche
- 361 La Bête sans nom du lac Nyassa von Léon Lambry, 1931
- 362
- 363 Inigo, le conquistador von Albert Bonneau
- 364 Le secret de l'éléphant bleu von André Star, 1931
- 367 Le chemin des squelettes von Maurice de Moulins, 1931
- 368 Le Pays de la mort von Raoul le Jeune, 1931
- 369
- 370 La Mission de Run le Tordu von Léon Lambry, 1931
- 371 L'Araignée rouge von Guy Vander, 1931
- 372 Le Pirate du Pacifique von Paul Dancray, 1931
- 375 Les surprises d'un trek von Maurice de Moulins, 1931
- 377 Le Rayon de l'Atlas von Emilio Salgari, 1931
- 378 Le Trésor des Chibchas von Raoul le Jeune, 1931
- 379
- 380 La justice écarlate von Maurice de Moulins, 1931
- 381 Le gantelet blanc von Capitaine Mayne-Reid
- 382
- 383 Les Captifs de la Casbah von Pierre Demousson, 1931
- 384 Rob Roy von Walter Scott
- 385 Le Coffret aux saphirs von Paul Dancray, 1931
- 386 Les forbans du cap des Tempêtes von Maurice de Moulins, 1931
- 387 La Cité de l'Or von Emilio Salgari, 1931
- 390 Le connétable de Chester von Walter Scott
- 393 Terre de mystère von Pierre Demousson, 1931
- 394 Le Lion de Damas  von Emilio Salgari, 1931
- 395 Caïn le pirate von Cap. Maryatt
- 396 Les compagnons de l'image von Etienne de Riche
- 400 La Fortune de Jean Fuifin von Emilio Salgari, 1932
- 403 La Fille des Incas von H. Gayar
- 404 La Pierre noire  von Pierre Demousson, 1932
- 406 Rama, la fée des Cavernes von Léon Lambry, 1932
- 409 Le Secret des Llanos von Marcel Vigier, 1932
- 410 L'Île de turquoise von Jean Rosmer, 1932
- 413 Le diamant de l'aventurier von Jacques Chanteuges, 1932
- 415 Les Compagnons du poing-fermé von Pierre Demousson, 1932
- 417 Les insurgés du val d'enfer von Maurice de Moulins, 1932
- 420 Le Talisman du Mahatma von Jean Clairsange, 1932
- 421
- 422 Le Trésor de Guy Moreland von Luigi Motta, 1932
- 423
- 424 Le Maitre des Sargasses von Raoul le Jeune, 1932
- 425 Au pays de Dhol Agha von Marcel Vigier, 1932
- 426 Un drame dans la mer Rouge von Pierre Demousson, 1932
- 428 L'Île des démons von Norbert Sevestre, 1932
- 433 Le Châtelain de Tournoël von Léon Lambry, 1932
- 439 Le cirque Lucifer von Maurice de Moulins, 1932
- 440 La Mystérieuse caravane von Marcel Vigier, 1932
- 442 Le fils du gamin de Paris von Louis Boussenard, 1932 (réédition du N°98)
- 447 Les Mystères du Bardo von Pierre Demousson, 1932
- 448 Les passagers du Sussex von Léonce Prache
- 449 Les Corsaires des Bermudes von Emilio Salgari, 1932
- 457 Le Frère noir von Pierre Demousson, 1933
- 463 La Chasse au pétrole von Marcel Vigier, 1933
- 465 L'Auberge du Clair de lune von Léon Lambry, 1933
- 467 Le Pays de la soif von Georges Le Faure,1933
- 470 Le Dragon de feu von Jean Rosmer, 1933
- 471 Perdu dans le désert von Marcel Vigier, 1933
- 475 La Campagne de ″la Décidée″ von Pierre Demousson, 1933
- 480 L'ïle engloutie von Maurice Champagne
- 481Message du Mikado von Paul d'Ivoi, 1933
- 482 Une fillette contre un empire von Paul d'Ivoi, 1933
- 487 Les Prisonniers du sultan bleu von Pierre Demousson, 1933
- 489 L'Évanouissement du pôle von H. Debure, 1933
- 492 Tom le dompteur von Louis Boussenard, 1933
- 493 La Vallée ensevelie von H.-J. Magog, 1933
- 495 La terre perdue von Maurice Champagne
- 496 Le bataillon des sans-patrie von Maurice de Moulins, 1933
- 499 La Rose d'Hispaniola von Albert Bonneau, 1934
- 500
- 501 Épouse du soleil von Luigi Motta, 1934
- 506 Un descendant de Robinson von Georges Le Faure (réédition du N°24)
- 507 L'aventureuse odyssée du Patriote von Albert Bonneau, 1934
- 508 La poudre de mort von André Falcoz, 1934
- 510 La Conquête de l'étoile von H.-J. Magog, 1934
- 513 Ivanhoé von Walter Scott
- 520 Les trois pendus du Maroni von Maurice Champagne, 1934
- 521 Le Maître des vampires von René Thèvenin, 1934
- 523 Les mystères de la Guyane von Louis Boussenard (réédition du N°9)
- 527 Croisière de luxe von Norbert Sevestre, 1935
- 528 Le Prospecteur von Luigi Motta, 1935
- 532 L'Avion sans pilote von H.-J. Magog, 1935
- 533 L'Étoile de la Patagonie von Emilio Salgari, 1935
- 537  Les Mystères de la Jungle noire von Emilio Salgari, 1935 (réédition du N°191)
- 540 Le gabier du Cormoran von Léon Lambry, 1935 (réédition du N°193)
- 544 Le bateau hanté von Maurice Champagne, 1935
- 545 Quentin Durward von Walter Scott
- 547 La prairie von James Fenimore Cooper
- 548 Les Rescapés de l'Ile verte von André Falcoz, 1935 (réédition du N°291)
- 559 Gangster malgré lui von Norbert Sevestre, 1936
- 560 La cité des ténèbres von Léon Groc, 1936 (réédition du N°119)
- 564 La Fille du prophète von Pierre Demousson, 1936
- 566 Les Robinsons italiens von Emilio Salgari, 1936
- 567 Nouvelles aventures d’un gamin de Paris von Louis Boussenard, 1927 (réédition du N°228)
- 568 L'Ile terrestre von Maurice Champagne, 1936

Neue Reihe
- 3 L'Hydre de l'Amazonie von Norbert Sevestre, 1936
- 8 Le collier de l'idole de fer von René Thévenin, 1937
- 9 Le Rio de la bête silencieuse  von André Falcoz, 1938
- 10 Le Semeur de feu von André Falcoz, 1937 (réédition du N°305)
- 24 Mantelda l'Indienne von Raoul le Jeune, 1938
- 34 Les Pygmées von Norbert Sevestre, 1939
- 42 La Cité du Roi Lépreux von Emilio Salgari, 1939 (réédition du N°294)
- 55 Zimbabwé la Secrète von André Falcoz, 1940
- 56 L'Île des renards bleus von Norbert Sevestre, 1940
- 68 Le fou des mers du sud von André Falcoz, 1941
- 69 Le Roi des hommes rouges von Paul Dancray, 1941
- 72 Une invasion de sélénites von Léon Groc, 1941
- 74 Le Nid de singes von Georges Le Faure, 1941